# À bout de souffle
Pour les articles homonymes, voir À bout d'souffle et À bout de souffle (chanson).
Pour plus de détails, voir Fiche technique et Distribution.
À bout de souffle est un film français emblématique de la Nouvelle Vague, réalisé par Jean-Luc Godard, sorti en 1960. Il s'agit de son premier long métrage.

## Synopsis

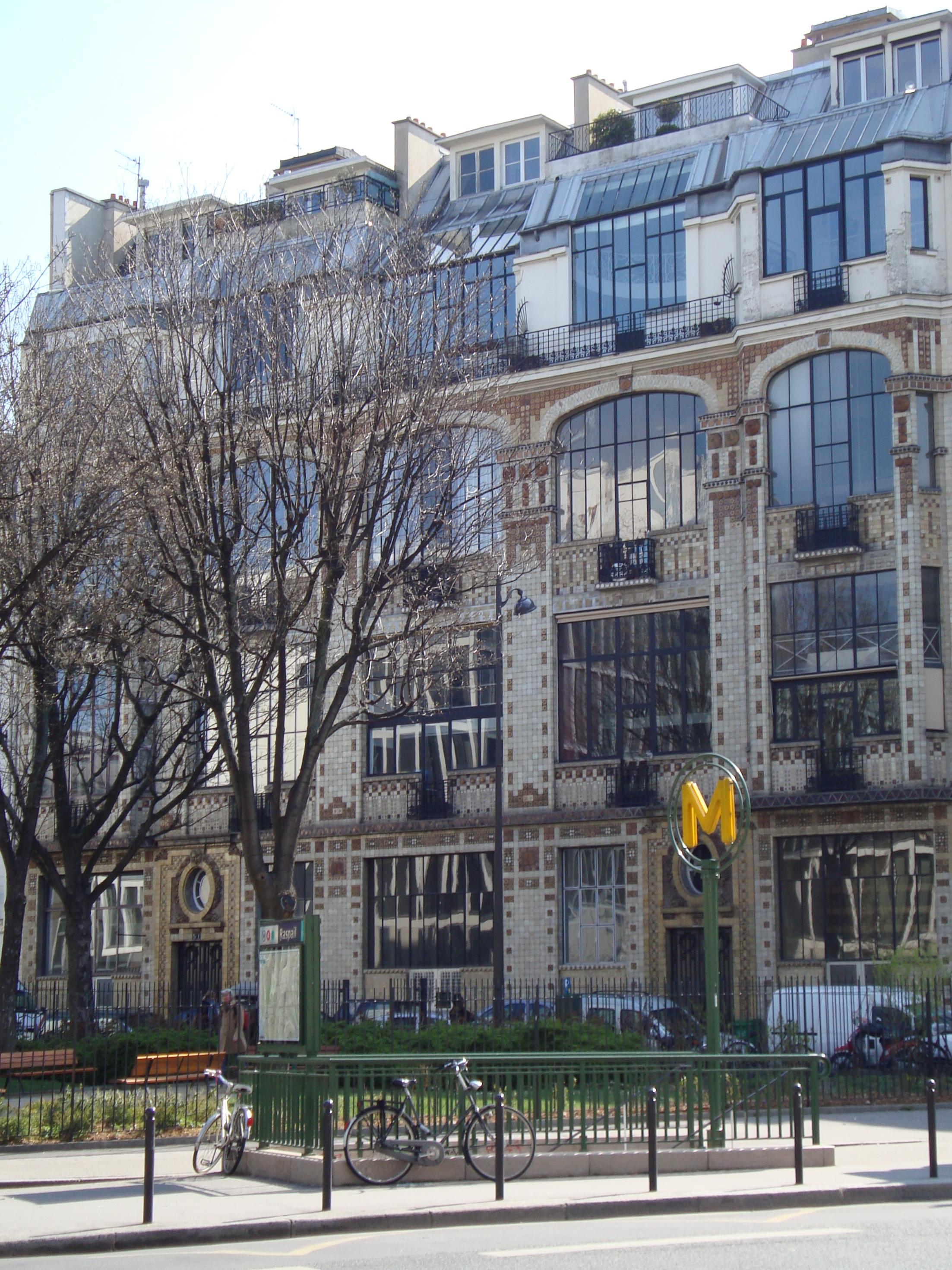
Carrefour de la rue Campagne-Première avec le boulevard Raspail.

Michel Poiccard, jeune voyou insolent, vole une voiture à Marseille pour se rendre à Paris. En route, il tue un gendarme motocycliste qui voulait le verbaliser après qu'il a franchi une ligne continue. Arrivé à Paris, il retrouve une étudiante américaine, Patricia, avec laquelle il a eu récemment une liaison (le spectateur peut comprendre qu'il a passé quelques nuits avec elle avant de partir à Marseille). Elle veut étudier à la Sorbonne et, pour se faire un peu d'argent, elle vend le journal New York Herald Tribune sur les Champs-Élysées. Tout au long du film, Michel essaiera de la persuader de coucher à nouveau avec lui et elle lui résistera un certain temps en affirmant qu'elle ne l'aime pas vraiment. 
Michel veut quitter la France pour Rome, où il pense trouver refuge. Mais la police l'ayant déjà identifié comme étant l'assassin de la RN7, sa photographie est publiée dans tous les journaux. Patricia, par amour, ne le dénonce pas lorsqu'elle est interrogée par un inspecteur. Michel reprend contact avec des gens de la pègre afin de récupérer l'argent qu'on lui doit. En attendant que l'un d'eux l'aide à encaisser un chèque barré, il se cache avec Patricia chez l’amie d'un ami. La veille du départ projeté pour l'Italie, Patricia le dénonce à la police afin de le forcer à la quitter, mais Michel refuse de prendre la fuite. 
Mortellement touché par un policier, il s'écroule.

## Fiche technique
- Titre original : À bout de souffle
- Réalisation : Jean-Luc Godard
  - Assistant à la réalisation : Pierre Rissient
- Scénario : Jean-Luc Godard, d’après une idée originale de François Truffaut[1],[2]
- Musique : Martial Solal
- Conseil artistique : Claude Chabrol[2]
- Maquillage : Phuong Maittret
- Photographie : Raoul Coutard
- Cadrage : Claude Beausoleil
- Son : Jacques Maumont
- Montage : Cécile Decugis
- Photographe de plateau : Raymond Cauchetier
- Scripte : Suzanne Faye
- Affichiste : Clément Hurel
- Régie : Gaston Dona
- Production : Georges de Beauregard[2],[3],[4]
- Sociétés de production : SNC (Société nouvelle de cinématographie, France), Iberia Films (France), Les Productions Georges de Beauregard (France)
- Sociétés de distribution : SNC (distributeur d'origine, France), Iberia Films (France), Carlotta Films (vente à l'étranger)[5]
- Budget : 400 000 francs[6] (environ 69 000 euros[7])
- Pays de production :  France
- Langues originales : français, anglais
- Format : noir et blanc — 35 mm — 1.37:1 — son monophonique
- Genre : drame
- Durée : 89 min
- Date de sortie :
  - France : 16 mars 1960
- Classification :
  - France (CNC) : mention « tous publics », Art et Essai[8]

## Distribution
- Jean-Paul Belmondo : Michel Poiccard/Laszlo Kovacs
- Jean Seberg : Patricia Franchini
- Daniel Boulanger : l'inspecteur Vital
- Michel Fabre : l'adjoint de Vital
- Henri-Jacques Huet : Antonio Berutti
- Van Doude : le journaliste américain, copain de Patricia
- Claude Mansard : Claudius Mansard
- Liliane David : Liliane
- Jean-Pierre Melville : Parvulesco, l'écrivain interviewé à Orly
- José Bénazéraf : l'homme au cabriolet Thunderbird blanc (montant avec Poiccard dans l'ascenseur)
- Roger Hanin : Carl Zombach
- Richard Balducci : Luis Tolmatchoff
- Jean-Louis Richard : un journaliste
- Jean Domarchi : le pochard
- François Moreuil : le photographe
- René Bernard : un journaliste à Orly
- André S. Labarthe : un journaliste à Orly
- Jacques Siclier : un journaliste à Orly
- Jacques Rivette : l'homme renversé par une voiture
- Jean Douchet : un passant
- Jean Vautrin : le soldat qui demande du feu
- Jean-Luc Godard : le mouchard
- Liliane Robin : Minouche
- Gérard Brach (non crédité) : un photographe
- Philippe de Broca (non crédité) : un journaliste
- Raymond Huntley (non crédité) : un journaliste
- Louiguy (non crédité)
- Michel Mourlet (non crédité) : un spectateur au théâtre
- Guido Orlando (non crédité)
- Madame Paul (non créditée)
- Raymond Ravanbaz (non crédité)
- Jacques Serguine (non crédité)
- Virginie Ullmann (non créditée)
- Émile Villion (non crédité)

## Production

### Godard etÀ bout de souffle
« Quand j'ai tourné À bout de souffle, je pensais que je faisais quelque chose de très précis. Je réalisais un thriller, un film de gangsters. Quand je l'ai vu pour la première fois, j'ai compris que j'avais fait tout autre chose. Je croyais que je filmais le Fils de Scarface ou le Retour de Scarface et j'ai compris que j'avais plutôt tourné Alice au pays des merveilles, plus ou moins. »

— Jean-Luc Godard, Table ronde Cinéma / Politique à Los Angeles, en 1968.
Jean-Luc Godard apparaît en caméo vers le milieu du film. Acheteur de France-Soir rue de Berri, on le voit dénoncer Michel Poiccard à un policier. À la 58e minute, il pose une question hors-champ à l'écrivain Jean Parvulesco, incarné par le réalisateur Jean-Pierre Melville : « Est-ce que les femmes sont plus sentimentales que les hommes ? ». Celui-ci répond : « Les sentiments sont un luxe que peu de femmes s’offrent », entraînant une réaction sans commentaire de Jean Seberg.

### Dialogue
Pendant son trajet sur la RN 7, Michel en aparté (fixant la caméra), déclare : 

« Si vous n'aimez pas la mer, si vous n'aimez pas la montagne, si vous n'aimez pas la ville... allez vous faire foutre ! »

Avant d’expirer, allongé sur les pavés, Michel murmure à Patricia :
« J'suis vraiment dégueulasse. »
N'ayant pas compris, la jeune femme demande aux policiers :
« Qu'est-ce qu'il a dit ? »
À quoi on lui répond :
« Il a dit : vous êtes vraiment une dégueulasse. »
« Qu'est-ce que c'est, dégueulasse ? »
demande-t-elle, en fixant son regard direction caméra (le public) et en reprenant un geste de Michel, le pouce caressant sa lèvre supérieure.
Ce dialogue final est parfois attribué à Daniel Boulanger lui-même, acteur circonstanciel et surtout auteur de romans et de théâtre, et dialoguiste d'une quinzaine de films.

### Musique
Jean-Luc Godard confie la composition de la musique au pianiste de jazz Martial Solal, recommandé par Jean-Pierre Melville qui était fan du pianiste. Le réalisateur montre à Solal un montage presque terminé du film, sans idée précise de musique, laissant carte blanche au musicien. Godard indique seulement avoir envie d'un banjo, sans que Solal sache s'il plaisante ou pas.
Interprétée par un big band et 30 cordes, la musique est principalement d'inspiration jazz, même si le thème de la romance, à l'orchestre à cordes, s'en détache largement ; c'est d'ailleurs la première fois que Solal compose pour cordes. Martial Solal a composé plusieurs thèmes, dans une logique proche du procédé du leitmotiv. Les deux thèmes principaux reposent sur des motifs de cinq notes : alors que le thème principal, plutôt angoissant, repose sur une mélodie de cinq notes ascendante, le thème de la romance utilise une mélodie de cinq notes — quasiment les mêmes — descendante.
Solal suppose que Godard n'était pas particulièrement fan de sa musique, puisqu'il ne lui a plus rien commandé, ce qui n'a pas empêché Solal de continuer à écrire de la musique de film, à la suite du succès d'À bout de souffle.

### Tournage
Les prises de vue ont eu lieu du 17 août au 15 septembre 1959 à Marseille et à Paris.
L'action, contemporaine au tournage, est concentrée sur les premiers jours de septembre 1959, un repère temporel précis étant offert par l'évocation de la visite officielle à Paris du président Dwight David Eisenhower.

#### Localisation des principales séquences

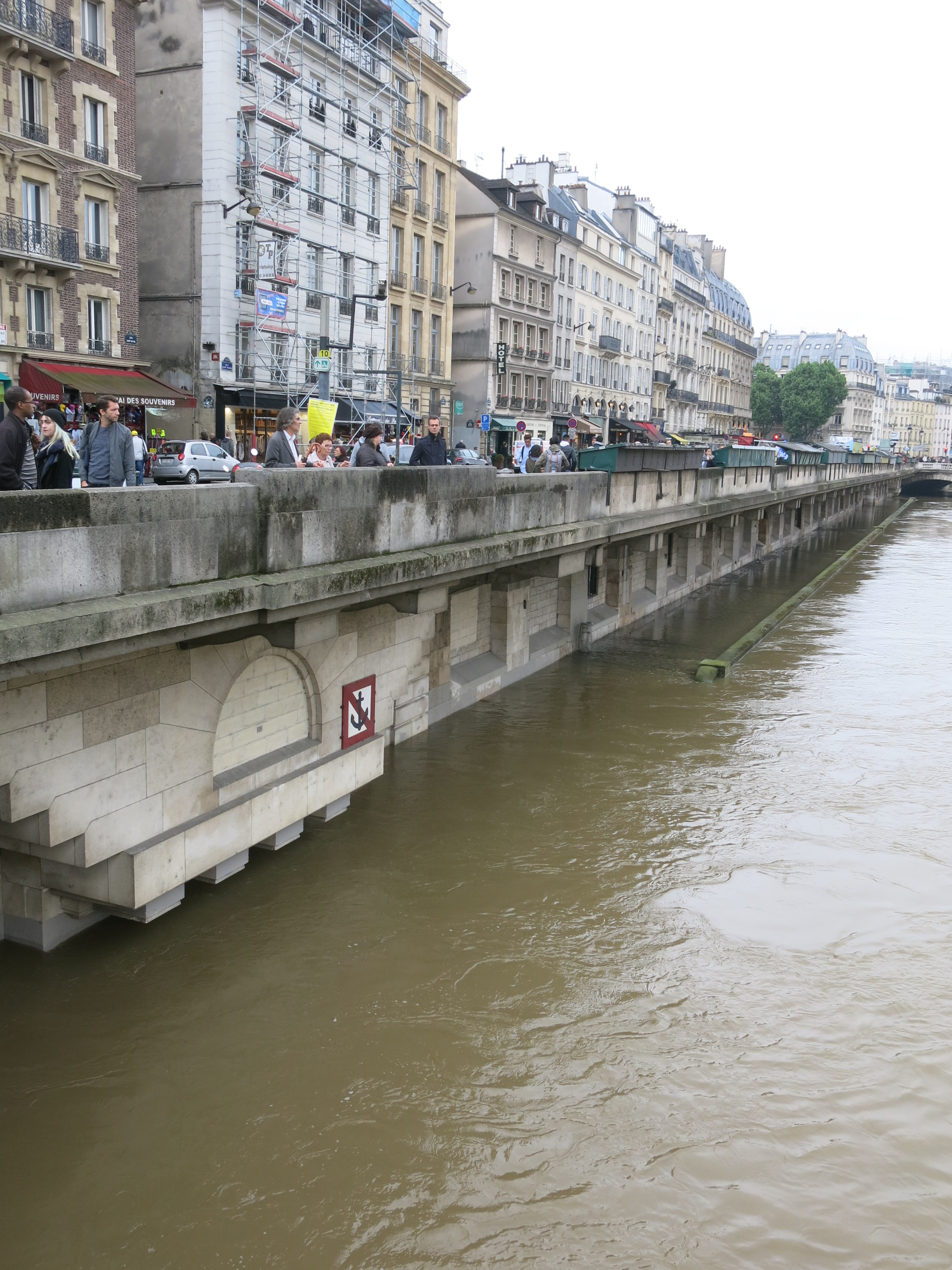
Sur le quai Saint-Michel, l'enseigne suspendue « Hôtel » à l'angle de l'immeuble est celle de l'hôtel Les Rives de Notre-Dame qui a remplacé lHôtel de Suède du film.
En dessous du quai, la promenade René-Capitant est submergée par une crue de la Seine.

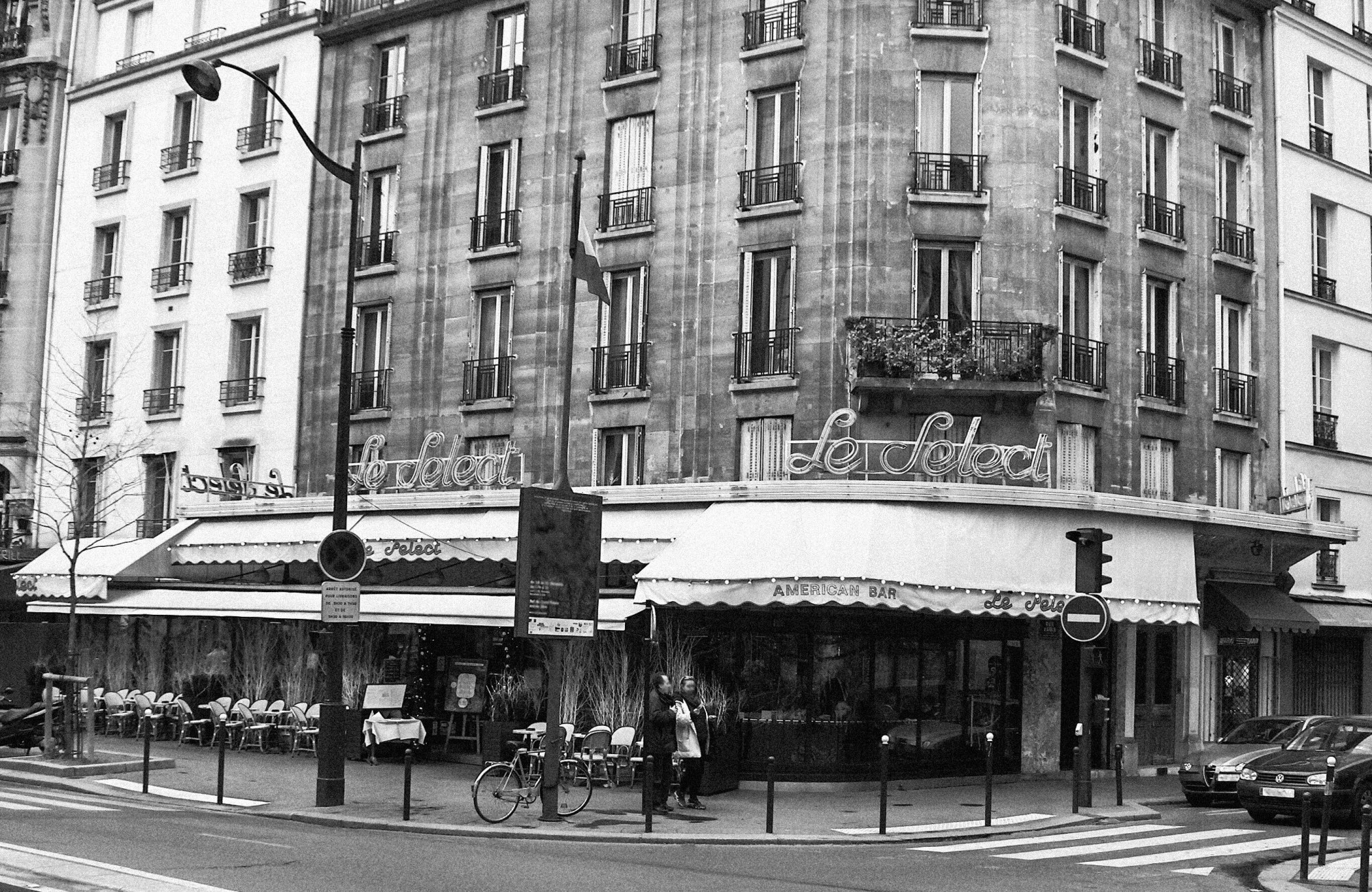
Brasserie Le Select,
99, boulevard du Montparnasse.

1. Vieux-Port de Marseille (Bouches-du-Rhône).
2. Michel Poiccard abat un gendarme quelque part sur la RN 7 en direction de Paris.
3. Île de la Cité, cathédrale Notre-Dame de Paris (4e arrondissement de Paris).
4. 1re intrusion de Michel à l'Hôtel de Suède (aujourd'hui « hôtel Les Rives de Notre-Dame »), 15 quai Saint-Michel (5e arrondissement de Paris).
5. Michel subtilise de l'argent à une ex-petite copine (5e arrondissement de Paris).
6. Michel retrouve Patricia sur l'avenue des Champs-Élysées (8e arrondissement de Paris).
7. On lit à l'affiche d'un cinéma Il faut vivre dangereusement jusqu'au bout[Note 4], un piéton est renversé par une voiture et Michel entre dans l'agence de voyage de l'avenue George-V pour contacter Luis Tolmatchoff (8e arrondissement de Paris).
8. Michel examine la photo de Humphrey Bogart du film Plus dure sera la chute, station de métro George V, UGC Normandie, avenue des Champs-Élysées (8e arrondissement de Paris).
9. Séquence en voiture / jour, rue de Rivoli (1er arrondissement de Paris) et place de la Concorde (8e arrondissement de Paris).
10. Rendez-vous de Patricia avec Van Doude à l'étage d'un bar de l'avenue des Champs-Élysées (8e arrondissement de Paris).
11. Tour Eiffel, Champ-de-Mars (7e arrondissement de Paris).
12. Tête-à-tête Michel/Patricia, chambre 12[Note 5], Hôtel de Suède, quai Saint-Michel (5e arrondissement de Paris).
13. Michel prend en chasse l'homme à la Ford blanche, rue Galande (5e arrondissement de Paris).
14. Séquence en voiture / jour, rue Saint Jacques (5e arrondissement de Paris).
15. Michel et Patricia passent en voiture devant la boutique Dior, avenue Montaigne (8e arrondissement de Paris).
16. 1re visite de Patricia au siège du Herald Tribune ; l'acheteur de France-Soir reconnaît Michel Poiccard, rue de Berri (8e arrondissement de Paris).
17. Interview de Parvulesco à l'aéroport d'Orly (Val-de-Marne).
18. Michel montre à Patricia la maison où il est né et qualifie d'horrible la maison d'en face, rue de Vaugirard, croisement avec la rue Bonaparte (6e arrondissement de Paris).
19. Au Herald Tribune, Patricia est interrogée par l'inspecteur Vital, rue de Berri (8e arrondissement de Paris).
20. Patricia sème la police au cinéma Mac Mahon, avenue Mac-Mahon (17e arrondissement de Paris).
21. Michel et Patricia assistent à la projection du film Westbound au cinéma Napoléon[Note 6] (8e arrondissement de Paris).
22. Séquence en voiture / nuit, place de la Concorde (8e arrondissement de Paris), boulevard Saint-Germain et boulevard Raspail (6e arrondissement de Paris).
23. Séquence nuit devant la brasserie Le Select, (face à la brasserie Le Kosmos[Note 7]), boulevard du Montparnasse (6e arrondissement de Paris).
24. Rue Campagne-Première et angle boulevard Raspail (14e arrondissement de Paris)[18].

Raymond Cauchetier, photographe de plateau, raconte le tournage : 

« Tout d’abord, avec lui [Jean-Luc Godard], tout était improvisé ou presque. On tournait dans les rues, dans les chambres d’hôtels, avec juste quelques lampes éclairant le plafond, sans prise de son directe. Godard écrivait ses dialogues sur une table de bistrot, soufflait leur texte aux comédiens pendant les prises, et arrêtait le tournage quand il n’avait plus d’idées. Le délire complet pour les tenants du cinéma classique ! Mais la Nouvelle Vague était en train de naître ! J'ai trouvé intéressant d’ajouter aux photos traditionnelles une sorte de reportage autour du film. Lorsqu’il a vu les planches, le producteur s’est montré fort mécontent. Qu'est-ce que c'est que ce travail ? Vous n'êtes pas payé pour faire ça ! Je lui ai expliqué que c'était un travail personnel. Bon, m'a-t-il dit, mais vous paierez vos frais de laboratoire. Les choses en sont restées là. Or il se trouve que ce sont surtout ces photos « hors film » qui ont été finalement choisies pour la promotion du film, et qui continuent d’être publiées un peu partout, quarante ans plus tard. »

À propos de son expérience sur le tournage du film, Jean Seberg écrivit à son professeur Paton Price : « C'est une expérience folle — pas de spots, pas de maquillage, pas de son ! Mais c'est tellement contraire aux manières de Hollywood que je deviens naturelle. »
La revue Cahiers du cinéma apparaît deux fois : d'abord dans la chambre de la « petite amie » de Poiccard — et ensuite quand, à l'angle de la rue Vernet et de l'avenue George-V, une jeune colporteuse de journaux s'approche de Poiccard en lui posant la question si souvent entendue à l'époque sur les grands boulevards « Vous n'avez rien contre la jeunesse ? » ; elle lui tend un exemplaire des Cahiers, et fait la moue quand il lui tourne le dos.
La Thunderbird cabriolet blanche (1955) que vole Michel Poiccard est celle de José Bénazéraf, voiture que l'on aperçoit déjà dans Les Lavandières du Portugal, film de Pierre Gaspard-Huit produit par Benazeraf.

## Accueil
Lors de sa sortie initiale en France, le film fut classé « interdit aux moins de 18 ans », au motif que « tout dans le comportement de ce jeune garçon, son influence croissante sur la jeune fille, la nature du dialogue, contre-indique la projection de ce film devant des mineurs ».
AllMovie, écrit : 

« Pastiche du film noir, mais gifle exubérante aux conventions hollywoodiennes, À bout de souffle est un événement marquant qui a séduit le public au début des années 1960 avec son air ultra-cool fanfaronnant, sa perspective amorale et son style énergique. Adoptant une structure narrative lâche et touffue, le film suit Michel (Jean-Paul Belmondo), un voyou qui se modèle avec deux de ses doigts sur Humphrey Bogart, vole les amoureuses sans méfiance et, comme le protagoniste de L'Étranger d'Albert Camus, tue apparemment sans raison alors qu'il poursuit ses débiteurs, commet un vol et essaie de coucher avec Patricia (Jean Seberg). Tourné en lumière naturelle, caméra à l'épaule, le film a le même aspect documentaire que celui des classiques italiens néoréalistes tels que Le Voleur de bicyclette et Rome, ville ouverte, mais son style visuel enfreint également toutes les règles : les personnages et les figurants regardent directement la caméra, les montages ont lieu à mi-parcours et la caméra semble délibérément agitée. Dans le processus, le réalisateur Jean-Luc Godard brise allègrement l’illusion de la réalité, rappelant toujours au public qu'il regarde un film. Godard, qui a toujours été cinéphile, empaquette son film à la fois avec ses allusions à la culture pop américaine et à celles du grand art : Nicholas Ray est cité aux côtés de Dylan Thomas, un coupé Thunderbird de 1956 aux côtés des Palmiers sauvages de William Faulkner. Le style iconoclaste de Godard, associé à son constant référencement, pourrait donner l’impression que le film ne serait au fond qu'une vaste blague s’il n’était tempéré par un profond pathos existentiel pour ses personnages. Au cours de la célèbre séquence de la chambre à coucher, nous voyons Michel et Patricia, deux personnages tout à fait inconcevables, qui tentent de ne pas forger une sorte de lien ; ils sont trop impliqués dans leur monde pour se connecter. François Truffaut a dit un jour : “Il y a le cinéma avant Godard et le cinéma après Godard”. À bout de souffle est le chef-d'œuvre qui a lancé la carrière de Godard et a changé le visage du cinéma. »

Inspirations pop et grand art de Jean-Luc Godard.
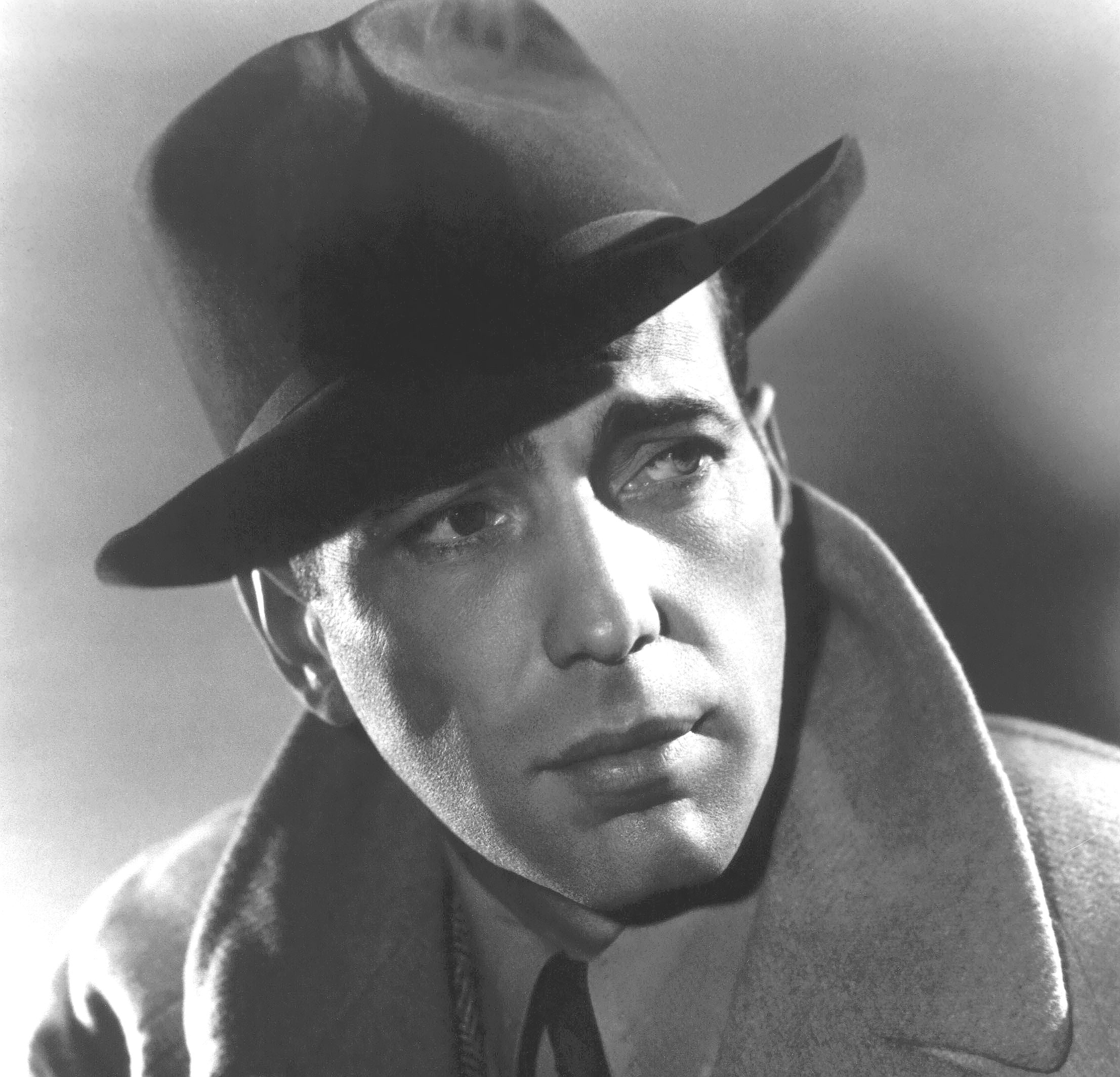
Humphrey Bogart (1940).
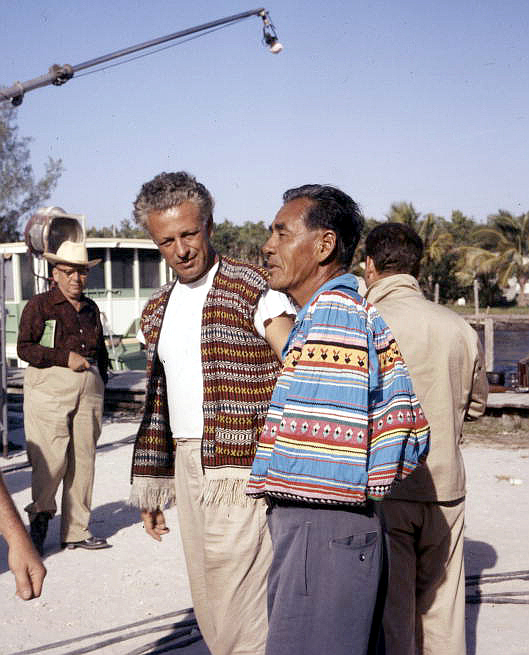
Nicholas Ray (à gauche) durant le tournage de La Forêt interdite (1958).
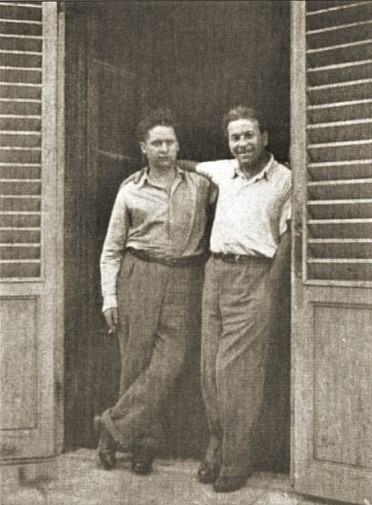
Rencontre de deux poètes en Italie : Dylan Thomas (à gauche) et Luigi Berti (1947).
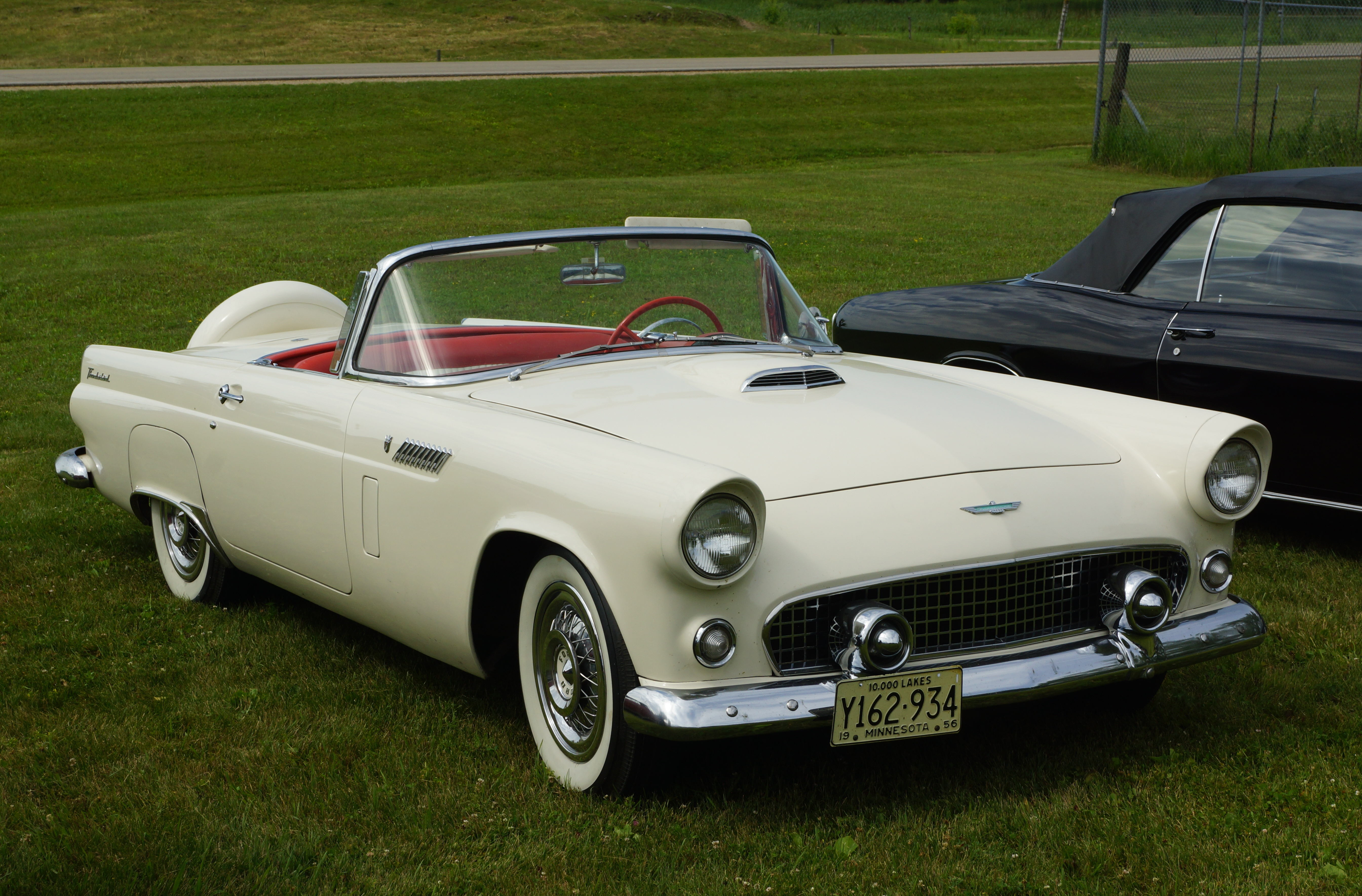
Ford Thunderbird de 1956.
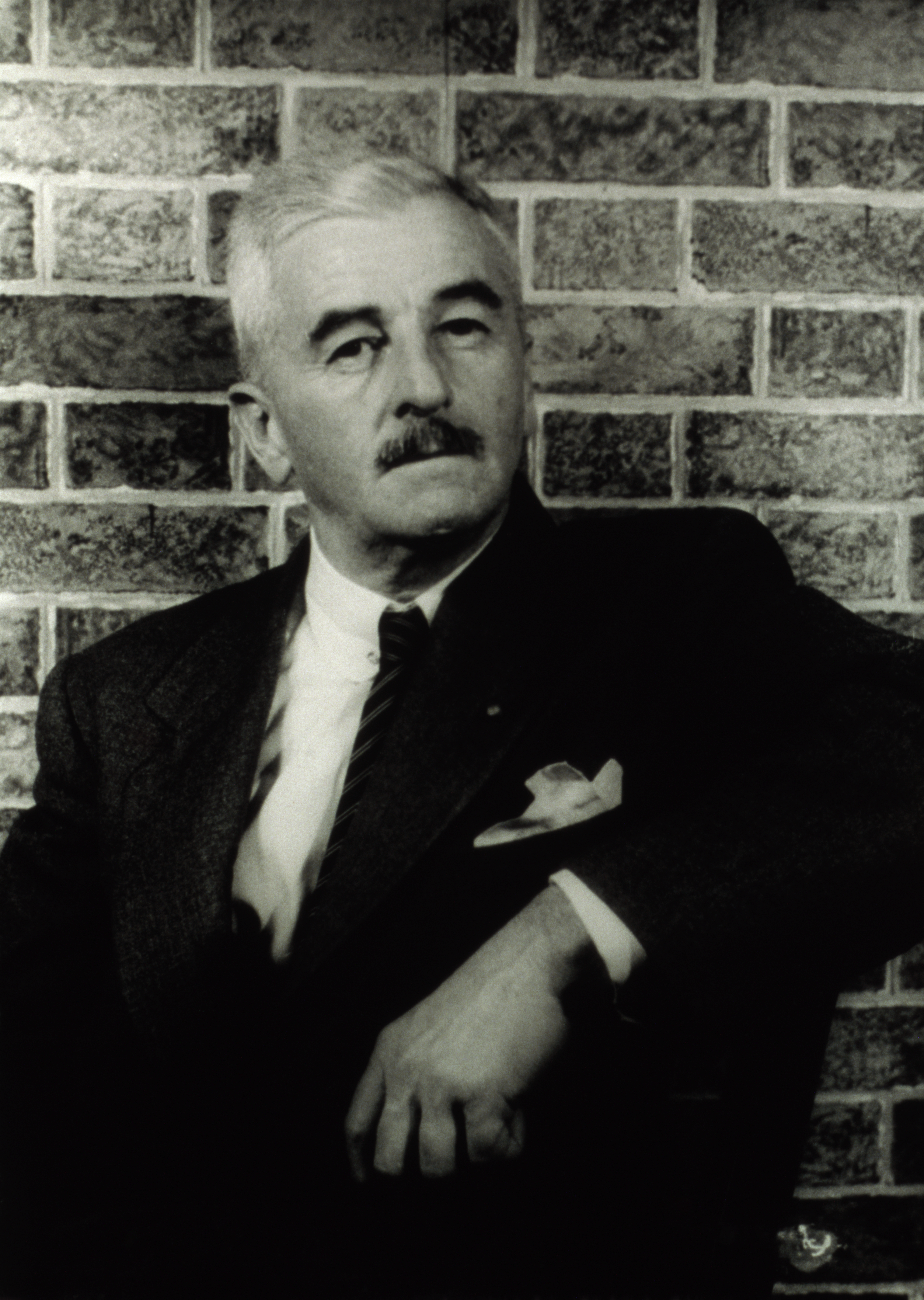
William Faulkner : « Entre le chagrin et le néant, je choisis le chagrin[Note 11]. »

Le film connaît une assez bonne carrière en salles, puisque pour sa première année d'exploitation, il totalise 1 122 385 entrées, lui permettant de se hisser à la 37e place du box-office annuel. Entre l'année de sa sortie et l'année suivante, il totalise 1 173 152 entrées et une 44e place du box-office des films sortis en 1960. Entre mai et le 28 octobre 2020, le long-métrage a connu de nombreuses reprises en salles, lui permettant de cumuler 2 217 438 entrées (dont 823 956 entrées sur Paris) toutes exploitations confondues.
| Semaine                                                                                 | Semaine                             | Rang                                              | Entrées                                           | Cumul                                             | Salles                                            | no 1 du box-office hebdo. |
| --------------------------------------------------------------------------------------- | ----------------------------------- | ------------------------------------------------- | ------------------------------------------------- | ------------------------------------------------- | ------------------------------------------------- | ------------------------- |
| 1                                                                                       | du 16 mars au 22 mars 1960          | 18                                                | 50 085                                            | 50 737 entrées                                    | 4                                                 | Normandie-Niémen          |
| 2                                                                                       | du 23 mars au 29 mars 1960          | 14                                                | 66 334                                            | 117 071 entrées                                   | 8                                                 | Normandie-Niémen          |
| 3                                                                                       | du 30 mars au 5 avril 1960          | 6                                                 | 93 555                                            | 210 626 entrées                                   | 17                                                | La Vache et le Prisonnier |
| 4                                                                                       | du 6 avril au 12 avril 1960         | 12                                                | 58 069                                            | 268 695 entrées                                   | 15                                                | La Vache et le Prisonnier |
| 5                                                                                       | du 13 avril au 19 avril 1960        | le film ne figure pas dans le top 30 hebdomadaire | le film ne figure pas dans le top 30 hebdomadaire | le film ne figure pas dans le top 30 hebdomadaire | le film ne figure pas dans le top 30 hebdomadaire | Le Bossu                  |
| 6                                                                                       | du 20 avril au 26 avril 1960        | 5                                                 | 93 574                                            | 396 114 entrées                                   | 25                                                | Le Bossu                  |
| 7                                                                                       | du 27 avril au 3 mai 1960           | 15                                                | 59 187                                            | 455 301 entrées                                   | 21                                                | Le Baron de l'écluse      |
| 8                                                                                       | du 4 mai au 10 mai 1960             | 6                                                 | 67 597                                            | 522 898 entrées                                   | 25                                                | Katia                     |
| 9                                                                                       | du 11 mai au 17 mai 1960            | 14                                                | 46 145                                            | 569 043 entrées                                   | 18                                                | Le Baron de l'écluse      |
| 10                                                                                      | du 18 mai au 24 mai 1960            | 16                                                | 38 955                                            | 607 998 entrées                                   | 20                                                | La Douceur de vivre       |
| 11                                                                                      | du 25 mai au 31 mai 1960            | 23                                                | 31 928                                            | 639 926 entrées                                   | 17                                                | La Douceur de vivre       |
| du 1er juin au 14 juin 1960, le film ne figure pas dans le top 30 hebdomadaire.         |                                     |                                                   |                                                   |                                                   |                                                   |                           |
| 14                                                                                      | du 15 juin au 21 juin 1960          | 5                                                 | 35 257                                            | 700 732 entrées                                   | 10                                                | La Douceur de vivre       |
| du 22 juin au 5 juin 1960, le film ne figure pas dans le top 30 hebdomadaire.           |                                     |                                                   |                                                   |                                                   |                                                   |                           |
| 17                                                                                      | du 6 juillet au 12 juillet 1960     | 22                                                | 22 166                                            | 740 547 entrées                                   | 14                                                | Salammbô                  |
| du 13 juillet au 9 août 1960, le film ne figure pas dans le top 30 hebdomadaire.        |                                     |                                                   |                                                   |                                                   |                                                   |                           |
| 22                                                                                      | du 10 août au 16 août 1960          | 27                                                | 23 977                                            | 821 201 entrées                                   | 12                                                | Le Vent de la plaine      |
| du 17 août au 6 septembre 1960, le film ne figure pas dans le top 30 hebdomadaire.      |                                     |                                                   |                                                   |                                                   |                                                   |                           |
| 26                                                                                      | du 7 septembre au 13 septembre 1960 | 29                                                | 27 911                                            | 898 638 entrées                                   | 19                                                | Les Vieux de la vieille   |
| du 14 septembre au 29 novembre 1960, le film ne figure pas dans le top 30 hebdomadaire. |                                     |                                                   |                                                   |                                                   |                                                   |                           |
| 37                                                                                      | du 30 novembre au 6 décembre 1960   | 30                                                | 34 797                                            | 1 095 808 entrées                                 | 22                                                | La Vérité                 |

## Distinctions

### Récompenses
- Festival de Berlin 1960 : Ours d'argent du meilleur réalisateur
- Prix Méliès 1960
- Prix Jean-Vigo 1960
- Globe d'or 1961 à Jean-Luc Godard

### Nominations
- Syndicat national des journalistes cinématographiques italiens 1961 : Jean-Luc Godard nommé pour le Ruban d'argent du meilleur réalisateur
- BAFTA Awards 1962 : Jean Seberg nommée pour le British Academy Film Award de la meilleure actrice

## Postérité

### Au cinéma
En 1965, le film La 317e Section contient une référence précise au film À bout de souffle, dont le producteur est aussi Georges de Beauregard ainsi que le photographe Raoul Coutard, lorsque le sous-lieutenant Torrens agonisant dit en regardant sa blessure « Ah c'est dégueulasse », ce à quoi l'adjudant Willsdorff répond « Qu'est-ce que ça veut dire, dégueulasse ? C'est la guerre ».
En 1983, le film a fait l'objet d'un remake américain réalisé par Jim McBride, À bout de souffle, made in USA (Breathless), dans lequel le rôle interprété par Jean-Paul Belmondo était repris par Richard Gere et celui de Jean Seberg par Valérie Kaprisky.
En 1995, le cinéaste Gérard Courant a réalisé Compression de À bout de souffle où il a réduit et compressé le film de Jean-Luc Godard en 3 minutes sans enlever un seul plan du film de Jean-Luc Godard. Puis en 2008, Gérard Courant procède de manière inverse en « décompressant » Compression de À bout de souffle pour redonner au film de Jean-Luc Godard sa durée initiale, intitulé À bloc qui est fait d'un seul fondu enchaîné perpétuel pendant 85 minutes.
Dans le film pour adolescents La Folle Journée de Ferris Bueller, le principal du collège, Ed Rooney (Jeffrey Jones), reprend la citation « Entre le chagrin et le néant, je choisis le chagrin » entraînant un regard perplexe de Sloane Peterson (Mia Sara).
Le film français Nouvelle Vague (2025) de Richard Linklater revient sur le tournage d’À bout de souffle.

### En musique
Des références au film apparaissent dans l'album Promenade de The Divine Comedy. When The Lights Go Out All Over Europe contient des extraits de dialogue d'À bout de souffle et l'un des personnages de la chanson déclare : « … my mission is to become eternal and to die », citant un passage d’À bout de souffle. The Booklovers contient également la citation sur : « Tu connais William Faulkner ? ». Enfin, l'essentiel de la dernière discussion entre Patricia et Michel portant sur l'absence d'amour heureux est également présente.
On retrouve également un extrait sonore du film sur l'album White on Blonde du groupe Texas.
L'album 33 tours d'Alex Beaupain, sorti en 2008, contient une chanson intitulée À bout de souffle qui rend clairement hommage au film.
En 2009, la chanteuse Élisa Point et le chanteur Fabrice Ravel-Chapuis ont sorti un album Perdus corps et biens dans lequel il y a une chanson en hommage à la séquence finale d'À bout de souffle, intitulée Dégueulasse, qui fait référence au dernier mot prononcé par Jean Seberg après la mort de Jean-Paul Belmondo. C'est le cinéaste Gérard Courant qui a réalisé le clip de cette chanson.
En 2011, le groupe australien de synthpunk The Death Set (en) sort un album intitulé Michel Poiccard qui contient la chanson Michel Poiccard Prefers The Old (She Yearns For The Devil). Le clip Can You Seen Straight ? s'ouvre sur une parodie de la fameuse séquence d'ouverture du film, où le personnage n'est pas en voiture ici, mais à vélo.
En 2013, le groupe de rock québécois Ponctuation enregistre une chanson intitulée À bout de souffle dans son album 27 Club.

### À la télévision
Claude Ventura a réalisé un documentaire pour la télévision sur À bout de souffle, intitulé Chambre 12, Hôtel de Suède, en référence à la chambre d'hôtel (aujourd'hui disparue) qui apparaît dans le film.
Ce film est évoqué dans le troisième épisode de la première saison de la série animée japonaise Ghost in the Shell: Stand Alone Complex, intitulé en français Androïde, mon amour,. Les deux enquêteurs trouvent une bobine du film dans l'appartement du suspect ; rentrant chez lui après l'arrestation, l'enquêteur trouve sa femme en train de visionner la toute dernière scène du film, et se rend alors compte que le suspect et l'androïde (dont le visage est assez finement calqué sur celui de l'actrice Jean Seberg) se parlaient en reprenant des répliques issues des dialogues du film, allant même jusqu'à rejouer la dernière scène devant les enquêteurs de la Section 9.
Dans l'épisode 6 de la saison 3 de Chuck, un poster parodique intitulé « Sans Respirer » est affiché sur la porte du « bureau » de Morgan comme décoration afin de draguer Hannah.
Dans la série Au service de la France, le personnage principal André Merlaux va voir ce film avec sa petite amie lors de l'épisode 5 de la saison 1.